# Psychocampa sylvia
Psychocampa sylvia is een vlinder uit de familie van de Mimallonidae. De wetenschappelijke naam van de soort is voor het eerst geldig gepubliceerd in 1920 door Schaus.